# Unterrichtsministerium (Italien)

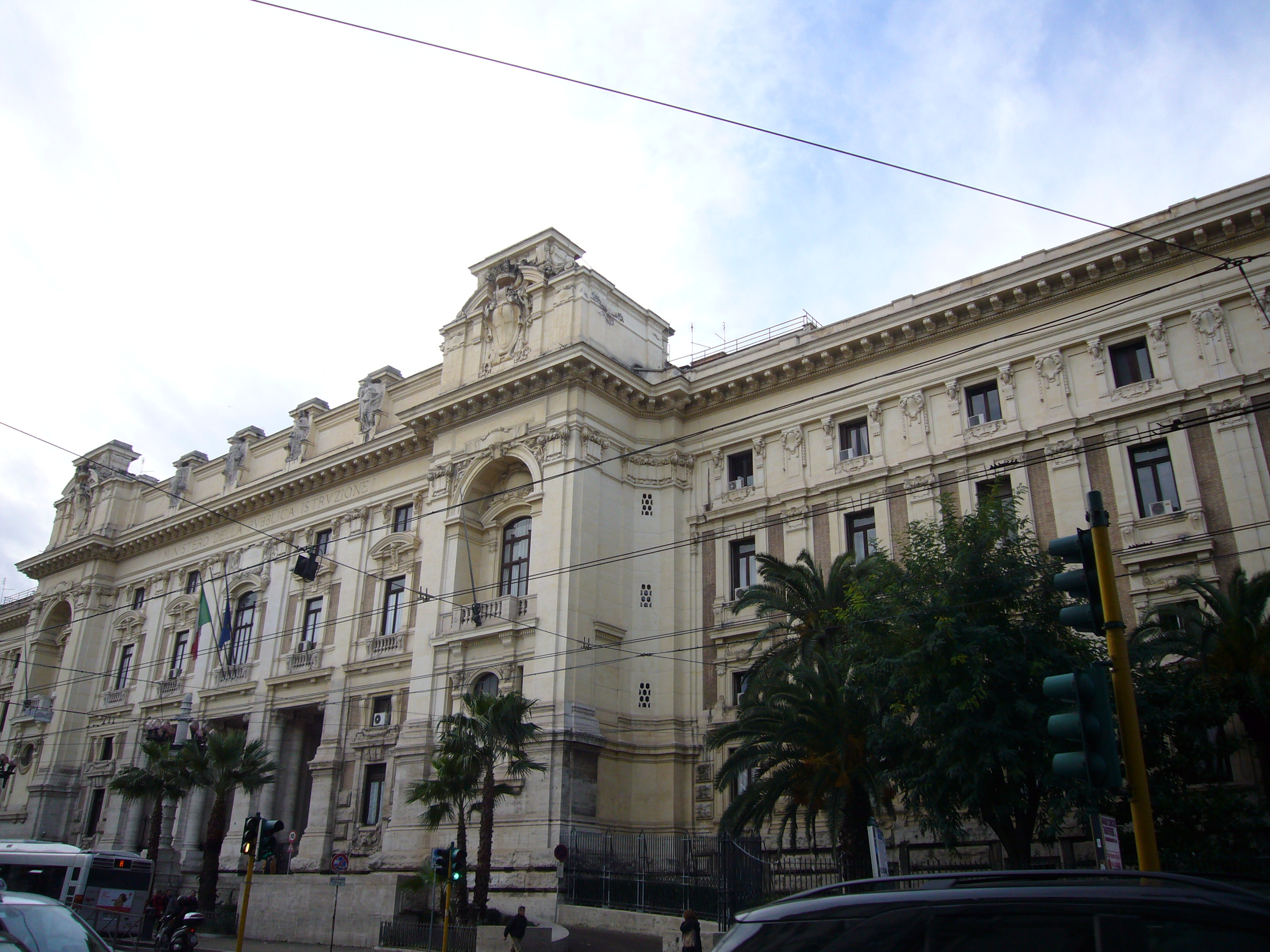
Sitz des Unterrichtsministeriums in Rom

Das Ministerium für Unterricht (italienisch Ministero dell’Istruzione) ist eines der Ministerien der italienischen Regierung. Es hat seinen Sitz im römischen Stadtteil Trastevere. Amtierender Minister für Unterricht ist Giuseppe Valditara.
Im Lauf der Zeit wurde vom Unterrichtsministerium mehrmals das Ministerium für Universitäten und Forschung abgespalten, zuletzt 2019.

## Aufgaben
Das Ministerium ist für das öffentliche Schulwesen in Italien zuständig. Es beaufsichtigt auch Privatschulen.

## Organisation
Die politische Führung besteht aus dem Minister und zwei oder drei Staatssekretären. Unterhalb der politischen Führungsebene gliedert sich das Ministerium in vier Abteilungen („Generaldirektionen“; Stand 2019) und kleinere Organisationseinheiten. Hinzu kommen etliche Beiräte und Institute für Bildungsqualität. Das Ministerium unterhält regionale Verwaltungsdirektionen in 18 der 20 italienischen Regionen und Schulämter in fast allen italienischen Provinzen. Südtirol, das Trentino und das Aostatal haben autonome Schulbehörden. Von staatlichen Berufsfachschulen abgesehen fällt die Berufsbildung in den Kompetenzbereich der einzelnen Regionen und autonomen Provinzen.

## Geschichte
Die Geschichte des MIUR geht zurück auf das am 30. November 1847 gegründete „Staatssekretariat für öffentlichen Unterricht“ (Segretariato di Stato per la Pubblica Istruzione) des Königreiches Sardinien-Piemont. Dieses Königreich stand ab 1848 an der Spitze der italienischen Einigungsbewegung, in das dann 1861 die alten italienischen Staaten eingegliedert wurden und das damit den Namen Königreich Italien annahm.
Im Zuge der Revolution von 1848 und der oktroyierten Verfassung Karl Alberts (Statuto Albertino) wurden die Staatssekretariate in Ministerien umbenannt. Als solches wurde das piemontesische Unterrichtsministerium in Turin 1861 italienisch und dehnte seine territoriale Zuständigkeit auf den gesamten neuen Staat aus. 1865 kam es nach Florenz, 1871 dann nach Rom. Im Jahr 1929 benannte es Mussolini in Ministero dell’Educazione Nazionale um, 1944 erhielt es wieder seinen angestammten Namen Ministero della Pubblica Istruzione. 1974 gliederte die Regierung Moro das Ministerium für Kulturgüter aus dem Unterrichtsministerium aus, 1989 entstand aus letzterem auch das Ministerium für Universitäten und Forschung. Im Zuge einer tiefgreifenden Reform der Ministerialbürokratie wurden im Jahr 2001 die Ressorts für Unterricht sowie Universitäten und Forschung wieder zu einem Ministerium zusammengefasst. Unter dem Kabinett Prodi II wurde es 2006 wieder in die zwei ursprünglichen Ministerien aufgespalten und über die traditionsreiche Bezeichnung „öffentlicher Unterricht“ diskutiert. 2008 kam es unter dem Kabinett Berlusconi IV zu einer erneuten Kehrtwende und zur Vereinigung der beiden Ministerien, bevor es 2020 unter dem Kabinett Conte II erneut aufgeteilt wurde.